# Црыклевци
Црыклевци (болг. Цръклевци) — село в Болгарии. Находится в Софийской области, входит в общину Драгоман. Население составляет 50 человек (2022).

## Политическая ситуация
Црыклевци подчиняется непосредственно общине и не имеет своего кмета.
Кмет (мэр) общины Драгоман — Соня Стоянова Дончева (Болгарская социалистическая партия (БСП)) по результатам выборов в правление общины.